# Hot Sauce
Hot Sauce (맛) è il primo album in studio della boy band sudcoreana NCT Dream, pubblicato nel 2021.

## Tracce
1. Hot Sauce (맛; mat) – 3:15
2. Diggity – 3:29
3. Dive into You (고래; Gorae) – 3:12
4. My Youth (우리의 계절; Uri-ui Gyejeol) – 3:56
5. Rocket – 2:55
6. Countdown (3, 2, 1) – 3:34
7. ANL – 3:45
8. Irreplaceable (주인공; Ju-ingong) – 3:24
9. Be There for You (지금처럼만; Jigeumcheoreomman) (Renjun, Haechan, Chenle) – 3:43
10. Rainbow (책갈피; Chaekgalpi) – 3:51

## Hello Future
La versione "repackaged" dell'album, intitolata Hello Future, è stata pubblicata il 28 giugno 2021 e include tre tracce aggiuntive.

### Tracce
1. Hello Future – 3:40
2. Bungee – 3:28
3. Hot Sauce (맛; mat) – 3:15
4. Diggity – 3:29
5. Life Is Still Going On (오르골; Oreugol) – 3:38
6. Dive into You (고래; Gorae) – 3:12
7. My Youth (우리의 계절; Uri-ui Gyejeol) – 3:56
8. Rocket – 2:55
9. Countdown (3, 2, 1) – 3:34
10. ANL – 3:45
11. Irreplaceable (주인공; Ju-ingong) – 3:24
12. Be There for You (지금처럼만; Jigeumcheoreomman) (Renjun, Haechan & Chenle) – 3:43
13. Rainbow (책갈피; Chaekgalpi) – 3:51

### Certificazioni
Corea del Sud
(vendite: 1 000 000+)

## Premi
- Hanteo Music Awards
  - 2021: "Initial Chodong Record Award" (Hot Sauce)
- Gaon Chart Music Awards
  - 2022: "Album of the Year — 2nd Quarter" (Hot Sauce)
- Golden Disc Awards
  - 2022: "Album Bonsang" (Hot Sauce)
- Seoul Music Awards
  - 2022: "Best Album" (Hot Sauce)